# Pierre Dupont (arazziere)
Pierre Dupont (Parigi, 1570 – Parigi, 1650) è stato un pittore e arazziere francese.
Nel 1627 fondò a Parigi una rinomata fabbrica di tappeti e coperture per mobili.
È ricordato per aver intessuto il tappeto della Grande Galleria del Louvre.